# Biserica din Valea Adîncă
Biserica din Valea Adîncă este o biserică amplasată în Valea Adîncă, Unitățile Administrativ-Teritoriale din Stînga Nistrului, Republica Moldova. Este un monument arhitectural de importanță națională inclus în Registrul monumentelor Republicii Moldova ocrotite de stat cu nr. 323 (raionul Camenca). Datează din jum. I a sec. XIX.